# Kommando (Militär)
Als Kommandos (kurz Kdo; von italienisch comando, beruhend auf lateinisch commandāre, Nebenform von lateinisch commendāre ‚anvertrauen, übergeben, Weisung erteilen‘) bezeichnet man im Allgemeinen bewaffnete Einheiten in geringer Stärke, die aufgabenspezifisch für einen Sonderauftrag zusammengefasst werden.
Kommandotrupps zeichneten sich durch Schnelligkeit, Mobilität und gute Tarnung aus. Ihre Taktiken wurden im Laufe der Zeit immer weiter entwickelt und angepasst; sie lassen sich auf die Guerilla-Kriegsführung des 20. Jahrhunderts zurückführen.

## Wortherkunft
Im Deutschen ist der Begriff Kommando als Entlehnung aus dem Italienischen bereits um 1600 bezeugt, damals noch mit der alleinigen Bedeutung ‚Befehl, Befehlsgewalt‘ bzw. ab dem 17. Jahrhundert auch ‚Befehlswort‘, bevor diese im 18. Jahrhundert zu ‚mit bestimmten Aufgaben betrauter Truppenteil‘ erweitert wurde.

## Kommandounternehmen
Als sogenanntes Kommandounternehmen wird ein Vorgehen im Einsatz bezeichnet. Ein Kommando wird permanent oder nur für eine Aufgabe (aus-)gebildet. Aktionen erfolgen in der Regel als handstreichartiger Zugriff oder Hinterhalt. Kommandokampf bezeichnet in der Literatur kleinkriegsartige Gefechtsführung mit dem operativen Ziel, dem Gegner Schaden zuzufügen. Im Gegensatz zum Jagdkampf konzentriert sich der Einsatz im Kommandokampf auf Ziele von operativer Bedeutung, also das gezielte Einnehmen, Unbrauchbarmachen oder Zerstören von feindlichen Schlüsselstellungen wie Flugplätzen, Kommunikations- und Führungszentren, weitreichende, schwere Artillerie- und Raketenstellungen, Brücken, Häfen, Versorgungspunkte, Bunker für Führungsstellen oder sonstigen für die Gefechtsführung wesentliche Einrichtungen, oder dem Festsetzen von Personal. Diese Angriffsoperationen (englisch direct actions) werden im Handstreich entweder an der Front oder aber, nach erfolgreicher Infiltration, im feindlichen Hinterland durchgeführt.
Im Tschetschenienkrieg wurde im Jahr 2002 der Begriff Militärische Spezialoperation für Truppen verwendet, die ad-hoc dem Auftrag entsprechend zusammengestellt wurden und dementsprechende Einsatzmittel erhielten. Die zeitlich und umfangmäßig beschränkten Aktionen waren nicht gegen die Truppenstandorte des Widerstandes, sondern gegen Führer und Kommandanten gerichtet.

## Auswahlverfahren
Aufgrund der besonderen körperlichen und psychischen Anforderungen an die Bewerber hat nicht jeder Zugang zu Spezialeinheiten. An die Bewerber werden häufig spezielle Anforderungen gestellt. Zur Selektion derer mit der höchsten Motivation finden in modernen Spezialeinheiten Auswahlverfahren statt.
Historisch lässt sich dies bei den Otdelnly Gwardieskij Batalion Minerow, Vorgänger der russischen Speznas nachweisen. Die Soldaten durften nicht älter als 30 Jahre alt sein, waren meist Jäger und Sportler und nichts durfte sie von der Ausführung ihres Auftrages abhalten. Viele Erschöpfte und Verwundete wurden, auch während Übungen, sich selbst überlassen.
Das deutsche KSK erwartet von seinen Bewerbern körperliche Leistungsfähigkeit, Teamfähigkeit, Lernwilligkeit, psychische Belastbarkeit und Willensstärke, Stressstabilität, Verantwortungsbewusstsein und Verschwiegenheit, Anpassungsfähigkeit und Flexibilität, sowie Reisebereitschaft. Diese Fähigkeiten werden im Rahmen eines Einstellungstests geprüft.
Der Fitnesstest der US-Navy Seals prüft Schwimmgeschwindigkeit über 500 Yards, Anzahl der Liegestütze und Sit-ups binnen 2 Minuten, Klimmzüge, sowie Laufen über 1,5 Meilen ab.
Die Eignungsprüfung zur Schweizer AAD10 verlangt von den Bewerbern nächtliche Einsatzbereitschaft binnen 15 Minuten. Die Kandidaten bekommen kein direktes Feedback, sondern sollen Selbstdisziplin zeigen. Unter anderem wird im Rahmen der Selektion das Verhalten der Kandidaten bei Schlafentzug getestet.
Die Long Range Desert Group stellte Mitglieder nach längeren Auswahlgesprächen ein, erste SAS-Bewerber hatten einen 50-km-Marsch zu bestehen und die Royal Marine Commandos testeten die Motivation ihrer Bewerber auf einer Hindernisbahn mit scharfem MG-Feuer und Sprengkörpern nahe Achnacarry in Schottland. Noch heute wird in der französischen Fremdenlegion etappenweise, bereits während der Bewerbung, ausgesiebt. Befragungen, medizinische, Intelligenz-, Logik- sowie Fitnesstests und leichter Drill und erste Aufgaben eröffnen der Legion eine Einschätzung der Bewerber. Zugleich kann jeder in den ersten 6 Monaten nach Vertragsabschluss aussteigen. Dies verlangt von den Bewerbern ein gewisses Commitment.
Ein Kommandosoldat sollte selbständig denken können. Dies steht im Gegensatz zur militärischen Tradition, sich auf seine Offiziere und Unteroffiziere zu verlassen. Einzel- oder Kleinstgruppenaktionen sind schwer zu entdecken. Folglich soll der Kommando auch ohne Befehle von Vorgesetzten in der Lage sein, adäquat zu handeln.

## Geschichte

### Die Burenkriege
Erste Einheiten, die sich als Kommandos bezeichneten, wurden im Jahre 1900 in Südafrika von den Buren im Kampf gegen die britische Kolonialmacht aufgestellt. Der Begriff stammt ursprünglich aus dem Portugiesischen (comando) und ging später in die von den Buren gebrauchte Sprache Afrikaans über.
Der Grund für die Bildung von berittenen Kommandoeinheiten in Stärke eines Zuges bis zu einer Kompanie lag in der Übermacht der britischen Streitkräfte, die nach anfänglichen Misserfolgen im Burenkrieg einen Großteil der regulären einheimischen Truppen geschlagen hatten. Die Buren zogen sich daraufhin in den afrikanischen Busch zurück und begannen einen Kleinkrieg, in dem sie u. a. britische Versorgungslinien, insbesondere Eisenbahnlinien, angriffen und gegnerische Soldaten aus dem Hinterhalt überfielen. Der Kampf der Buren entsprach damit eher dem Jagdkampf. Die Briten reagierten auf diese Art der Kriegführung mit ungewöhnlicher Härte: Neben dem Bau von Konzentrationslagern setzten sie die Taktik der verbrannten Erde ein, um den Buren-Kommandos ihre Lebensgrundlage zu entziehen. Der sich daraus ergebende Versorgungsmangel verschlechterte die Situation der Buren, die sich schließlich im Jahre 1902 ergeben mussten.

### Kommandos im Ersten Weltkrieg
Rudolf Windisch führte als Vizefeldwebel mit Oberleutnant Maximilian von Cossel 1916 das erste bekannte Luftlande-Kommando-Unternehmen der Militärgeschichte durch. In der Nacht vom 2. zum 3. Oktober 1916 sprengte Cossel, der von Windisch mit dem Flugzeug abgesetzt und wieder abgeholt wurde, die Bahnlinie Rowno-Brody 85 km hinter der Ostfront. Dies wurde anerkennend im Heeresbericht vom 4. Oktober 1916 erwähnt: Östlicher Kriegsschauplatz: ...Oberleutnant v. Cossel, von Vizefeldwebel Windisch südwestlich von Rowno vom Flugzeug abgesetzt und nach 24 Stunden wieder abgeholt, hat an mehreren Stellen die Bahnstrecke Rowno-Brody durch Sprengung unterbrochen…….Der Erste Generalquartiermeister Erich Ludendorff.

### Kommandos im Zweiten Weltkrieg
Die Kommandotrupps des Zweiten Weltkrieges wurden für Kampfhandlungen zu Land, zu Wasser und in der Luft ausgebildet. Soldaten dieser Einheiten mussten den unbewaffneten Kampf, Infiltrations- sowie Aufklärungstaktiken beherrschen und fähig sein, unter verschiedenen klimatischen Bedingungen zu operieren. Einige Soldaten wurden auf besondere Fähigkeiten geschult, wie beispielsweise den Umgang mit Sprengstoff.
Schon vor Beginn des Krieges stellte die Wehrmacht mit dem vormaligen Regiment Brandenburg einen Spezialverband für operative und strategische Einsätze auf. Erst mit deren ersten Einsätzen erkannte als erstes die British Army deren Bedeutung in der modernen weiträumigen Gefechtsführung und stellte eigene alliierte Commandos für Operationen auf dem von den Achsenmächten besetzten europäischen Festland auf. Sie gelten als Vorgänger der modernen Spezialeinheiten.
Zur Bekämpfung von alliierten Kommandos wurde völkerrechtswidrig von Hitler der Kommandobefehl erlassen.

#### Deutsches Reich
- Die erfolglose Besetzung des Jablunkapasses war ein Kommandounternehmen vom 25. bis zum 26. August 1939. Ziel war es, den operativ wichtigen Gebirgspass mit Eisenbahntunnel für den geplanten Überfall auf Polen zu sichern, der schließlich auf den 1. September 1939 verlegt wurde.
- Im Morgengrauen des 10. Mai 1940 – an diesem Tag begann der Westfeldzug – landeten Fallschirmpionieren mit neun deutschen Lastenseglern (unmotorisierte Segelflugzeuge, die von Schleppflugzeugen auf Höhe geschleppt worden waren) auf dem begrünten Plateau über dem unterirdischen Fort Eben-Emael (Belgien) südlich von Maastricht. Binnen zehn Minuten nach der Landung sprengten die sieben Sturmtrupps – jeweils mit einer aufgesetzten Hohlladung – fast alle Artilleriewerke des Forts. Das Fort kapitulierte am nächsten Tag um 11:30 Uhr.
- Das Unternehmen Dora war ein deutsches Kommandounternehmen in Afrika. Es startete im Juni 1942 in der libyschen Hauptstadt Tripolis und stieß rund 4000 km quer durch die Sahara bis zum zentralafrikanischen Tschadsee vor.
- Beim Unternehmen Eiche am Gran Sasso d’Italia im September 1943 wurde der abgesetzte Diktator Benito Mussolini von Fallschirmjägern aus der Gefangenschaft der italienischen Regierung Badoglio befreit.
- Beim Unternehmen Bruno gelang es im September 1944 deutschen Kampfschwimmern, die Kreuzschanzschleuse von Antwerpen zu sprengen.

Für Kommandounternehmen der Wehrmacht wurden die Brandenburger aufgestellt, diese aber auch durch Fallschirmjäger und Kampfschwimmer durchgeführt (siehe auch: Decknamen deutscher Militäroperationen im Zweiten Weltkrieg).

#### Die britischen und US-amerikanischen Kommandos

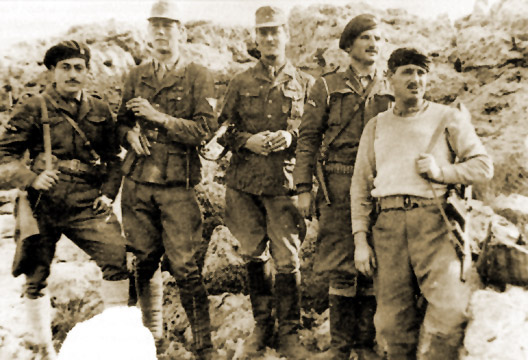
SOE-Kommando zur Entführung von General Heinrich Kreipe, 1944

Nachdem die Wehrmacht im Juni 1940 den Nordteil Frankreichs besetzt hatte, konnten die Briten auf dem Festland mit regulären Truppen keine militärischen Aktionen mehr durchführen. Infolgedessen und auf Grund eines Vorschlags von Brigadegeneral Dudley Clarke bildete man ab 1940 Commando-Truppen aus, die im europäischen Kernland und Norwegen operieren sollten. Clarke empfahl die Bezeichnung Commando in Anlehnung an die Buren-Einheiten. Auch Winston Churchill favorisierte diesen Namen; einige hochrangige Offiziere hätten die Bezeichnung Special Service bevorzugt. Beide Begriffe existierten später nebeneinander. Special Service meint eher die ganze Organisation (z. B. New Zealand Special Air Service, Australian Special Air Service Regiment); 'Commando' oder 'Kommando' mehr die einzelne Aktion bzw. den einzelnen Trupp.
Verdeckte Operationen von Saboteuren, Spionen und Kräften für die irreguläre Kriegsführung und Unterstützung von Guerilla und Partisanen wurden dagegen von Angehörigen des britischen Special Operations Executive SOE und dem amerikanischen Office of Strategic Services OSS durchgeführt, und sind von diesen zu unterscheiden.
Die Commandos wurden aus britischen Freiwilligen gebildet. Die Ausbildung schnitt man im weiteren Verlauf des Krieges auf die jeweiligen Einsatzorte zu. Operationen sollten schnell und präzise durchgeführt werden und nicht länger als 36 Stunden andauern.
Die erste Aktion fand am 23. Juni 1940 statt. 120 Mann führten eine Aufklärungsoperation an der französischen Küste durch, die nur Propagandawert und keinen besonderen militärischen Nutzen hatte. Die erfolgreiche Operation Claymore  folgte am 4. März 1941 in Norwegen.
Eines der bekanntesten Unternehmen war Operation Biting. In dessen Verlauf erbeuteten 1942 britische Fallschirmjäger der 1st Parachute Brigade bei Bruneval nördlich von Le Havre im Kommandoeinsatz ein deutsches Funkmessgerät vom Typ Würzburg.
Der Erfolg dieser und ähnlicher britischer Unternehmen veranlasste Hitler zum sogenannten Kommandobefehl (Oktober 1942). Dieser sah vor, gefangengenommene Kommandosoldaten hinzurichten oder an die SS zu übergeben.
Trotz dieses rücksichtslosen Vorgehens gegenüber den Commandos fanden sich genug Freiwillige; Commandos gelangen im Kriegsverlauf weitere spektakuläre und erfolgreiche Unternehmen u. a. im Nahen Osten und in Italien. Die Commandos der Royal Marines setzen seit 1946 die Tradition der ursprünglichen Truppen fort.
1942 stellte William O. Darby in Nordirland US-amerikanische Ranger-Verbände auf. Sie erhielten ihre Feuertaufe am 19. August 1942 in der Nähe von Dieppe im Rahmen von Operation Jubilee. Der Einsatz scheiterte unter hohen alliierten Verlusten, da der deutsche Widerstand unerwartet stark war. Ihre erste eigenständige Aktion erfolgte im November 1942 in Nordafrika im Rahmen der Operation Torch.
Im Pazifikkrieg erlangte die Sparrow Force große Berühmtheit. Den 1000 bis 2000 Australiern und Niederländern gelang es zusammen mit einheimischen Helfern 1942/43 in der Schlacht um Timor, eine komplette japanische Division (etwa 12.000 Mann) auf der Insel zu binden.
Am 15. August 1944, gegen Mitternacht, neutralisierte die „First Special Service Force“ (Colonel Walker) die Batterien der Inseln von Hyères im Rahmen der Landung in der Provence.
Der Panzerraid nach Hammelburg war ein Kommandounternehmen der US-Armee zur Befreiung alliierter Soldaten aus dem Gefangenenlager des Truppenübungsplatzes Hammelburg am Ende des Zweiten Weltkriegs.
Nach dem Krieg versuchten Briten und Amerikaner, das Schicksal vermisster Kommando-Kämpfer des britischen SOE und amerikanischen OSS (und Kämpferinnen – es sprangen auch einige Frauen mit dem Fallschirm über Frankreich ab) aufzuklären und ihre Mörder zu fassen. Z. B. wurden 1944 bei der Operation Loyton 31 Männer von der Wehrmacht nach Gefangennahme exekutiert.

#### Deutsche Kommandoeinheiten
Bereits im Ersten Weltkrieg wurden Kommandounternehmen auch von deutscher Seite durchgeführt. Der Hauptmann Fritz Klein führte im Herbst 1914 eine militärische Expedition zu den Ölfeldern in Persien gegen die dortige Ölpipeline durch, die unterbrochen wurde.
Das Regiment Brandenburg wurde als deutsche Kommandoeinheit aufgestellt, die der militärischen Abwehr unter Wilhelm Canaris unterstand. Das Regiment führte sowohl verdeckte Operationen als auch offene Kampfhandlungen durch. Soldaten des Regiments, später Division Brandenburg, kämpften in sämtlichen Feldzügen des Deutschen Reiches. Kurz vor Beginn des Überfalls auf Polen versuchten sie, den wichtigen Jablunkapass in Südpolen einzunehmen, und mit Beginn des Russlandfeldzuges die Dünabrücken, die für den Angriff der Heeresgruppe Nord unerlässlich waren. An der Ostfront stießen sie im Rahmen des Unternehmens Schamil bis in den Kaukasus vor. Das Unternehmen Pastorius sollte Sabotageaktionen in den USA ausführen. Verschiedene Unternehmen führten sie in den Nahen Osten, auf den Balkan und in die Nähe der russischen Hafenstadt Murmansk.
Mit Umgliederung der „Brandenburger“ zur Panzerdivision Brandenburg, stellte die Waffen-SS Spezialeinheiten unter dem Amt VI-S auf. Im April 1943 wurde dem Österreicher Otto Skorzeny die Befehlsgewalt über die SS-Sonderverbände übertragen. Um an einem ersten Einsatz teilzunehmen, setzte er bei der Befreiung Mussolinis am 12. September 1943 im „Unternehmen Eiche“ durch, dass er und ein SS-Kommando auch an der Operation des Fallschirmjäger-Lehrbataillons teilnehmen konnte. Ein weiteres Unternehmen war die Festsetzung des ungarischen Reichsverwesers Miklós Horthy am 15. Oktober 1944, der beabsichtigte, sein Bündnis mit Deutschland zu beenden.
Weitere Unternehmungen fanden u. a. in der Ardennen-Offensive (ab 16. Dezember 1944) statt, bei der Skorzeny eine Einheit aufstellte, die als Amerikaner getarnt hinter den gegnerischen Linien operierte („Unternehmen Greif“). Dies zwang die alliierten Soldaten zu erhöhter Wachsamkeit, war aber im Gesamten wenig erfolgreich. Diejenigen Kommandos, die von den Amerikanern gefangen genommen wurden, erschoss man, da sie wegen des Tragens alliierter Uniformen gegen die Haager Landkriegsordnung verstießen. Skorzeny selbst wurde nach dem Krieg dafür angeklagt, jedoch nicht verurteilt, da sich herausstellte, dass auch alliierte Kommandoeinheiten in feindlichen Uniformen gekämpft hatten. (Siehe auch Kriegslist.)

#### RussischeOtdelnly Gwardieskij Batalion Minerow
Jede Front/Armee hatte im „Großen Vaterländischen Krieg“ ein selbständiges Gardebataillon (Otdelnly Gwardieskij Batalion Minerow), OGBM, oder auch Mineure genannt, für Fernspäh- und Kommandoaufgaben zur Verfügung. Die Soldaten durften nicht älter als 30 sein, waren meist Jäger und Sportler und nichts durfte sie von der Ausführung ihres Auftrages abhalten. Erschöpfte und Verwundete wurden, auch während Übungen, sich selbst überlassen. Diese Selektion qualifizierte die Truppen als Elite, führte aber auch zu hohen Verlusten. Sie sickerten in feindlich kontrolliertes Gebiet ein oder sprangen mit dem Fallschirm ab. Bei Bedarf kooperierten sie mit Partisanen und schulten diese.
So wurden vor der russischen Großoffensive in Smolensk 1943 316 OGBM, in neun Gruppen, mit dem Fallschirm hinter den feindlichen Linien abgesetzt. Bis zu 300 km hinter den feindlichen Linien sprengten sie im Verbund mit Partisanen auf 700 km Bahngleise mit bis zu 3500 Sprengladungen.
Sie gelten als Vorläufer moderner Speznas.

### Israelische Kommandooperationen
- Die Operation Entebbe fand 1976 auf dem Flughafen von Entebbe in Uganda statt. Im Verlauf der Operation befreiten Israelische Spezialkräfte eine von deutschen und palästinensischen Terroristen entführte Air France Maschine.[15]
- Die Operation Rooster erbeutete 1969 eine sowjetische Radarstation. Vier ägyptische Techniker wurden nach Israel entführt.[16]
- Die Operation Frühling der Jugend tötete 1973 Muhammad Youssef al-Najjar und Kamal Adwan in Beirut.[17]

### US Kommandos
- Operation Neptune Spear führte im Mai 2011 zur Tötung Osama bin Ladens[18]
- Operation Irene, sollte im Oktober 1993 Schlüsselpersonen des somalischen Bürgerkriegs festsetzen und scheiterte[19]

### Terrorkommandos
Auch terroristische Gruppen bedienten sich Kommandostrategien.
- 1977: Kommando Martyr Halimeh – Lufthansaflug nach Mallorca gekapert, um Terroristen freizupressen.[20]
- 1972: Kommando 2. Juni – Bombenanschlag der RAF auf das Springer Verlagsgebäude in Hamburg[21]
- 1986: Kommando Mara Cagol – Bombenanschlag der RAF auf den Siemens-Manager Karl Heinz Beckurt
- 2002: Im November dieses Jahres entführte ein Kommando der kolumbianischen FARC den Erzbischof Jorge Enrique Jiménez Carvajal[22][23]